# 바다뱀자리 TW
바다뱀자리 TW는 바다뱀자리에 있는, 지구에서 176광년 떨어진 K형 주계열성이다. 이 별은 태양계에서 가장 가까운 황소자리 T 항성이기도 하다. 바다뱀자리 TW는 태양과 질량이 비슷하지만 나이는 500만 ~ 1천만 년으로 매우 젊다. 이 별의 주위에는 원시 행성계 원반이 형성되어 물질을 끌어모으고 있는 중으로 보이며, 이는 허블 우주 망원경의 관측을 통해 분석되었다. 바다뱀자리 TW 주위에는 20개 정도의 작은 질량의 별들이 함께 몰려 있으며, 이들은 비슷한 고유 운동을 보여주고 있는데(이들을 바다뱀자리 TW 성협으로 부른다), 태양계에서 가장 가까운, ‘별의 탄생 과정’을 보여주는 지역이다.

## 행성계

### 원시 행성계 원반
하버드-스미소니언 천체물리학 센터의 데이비드 윌너는 1990년대 후반 향상된 성능의 망원경들을 이용하여 바다뱀자리 영역을 관측하기 시작했다. 2005년 그는 바다뱀자리 TW 주변 가스 원반에 작은 미행성 물질들이 10억 킬로미터 반경에 걸쳐 펼쳐져 있는 것을 발견했다. 이 미행성 조각들은 장래의 행성 재료가 될 물질일 것이다. 일반적인 이론에 따르면 행성의 생성은 원반에 있는 먼지 조각들이 부딪혀서 뭉쳐 점점 커지면서 시작된다. 수백만 년 후 이렇게 뭉친 덩어리들은 행성으로 자라나게 된다.
윌너 연구진은 국립과학재단이 출연한 VLA 망원경을 이용하여 바다뱀자리 TW가 뿜는 전파의 강도를 쟀다. 파장과 입자의 크기 간 상관관계에 기초하여, 윌너 연구진은 항성을 둘러싸고 있는 알갱이들의 크기는 수 센티미터 수준임을 알게 되었다.
윌너와 함께 작업했던 마크 클로센은 바다뱀자리 TW에서 감지된 강하고 변덕스러운 엑스선 방출 양상은 젊은 별에서 흔히 나타나는 자기장 활동을 나타내는 것이라고 생각했다. 클로센은 그들이 전파 영역에서 바다뱀자리 TW를 수 개월 동안 관측한다면, VLBA를 이용한 고해상도 이미지 및 자기장 활동에 대한 연구 성과를 얻기에 충분할 것으로 생각했다. 그러나 클로센은 전파 방출량이 크게 요동치지 않는 것을 발견했다.
최근 윌너는 졸업생들과 협력하여 바다뱀자리 TW의 먼지 원반에 있는 구멍 한 개의 실체를 규명하려 하고 있다. 윌너는 이 구멍이 목성 정도 질량의 행성이 주변의 암석 물질을 빨아들여서 생긴 것이라고 밝혔다. 2007년 4월 윌너의 주장은 천체물리학 저널에서 인정되었다.

### 행성
2007년 12월 독일 하이델베르크 막스 플랑크 천문학 연구소의 조니 세티아완 연구팀은 바다뱀자리 TW를 공전하는 행성 하나를 발견했고 여기에 바다뱀자리 TW b라는 명칭을 붙였다. 이 행성의 질량은 목성의 9.8±3.3배였고 공전주기는 3.56일, 어머니 항성과의 거리는 0.04 천문단위로 원시 행성계 원반의 안쪽 경계보다 더 안쪽에 자리잡고 있다. 항성 자체는 매우 젊기 때문에 지금까지 발견된 외계 행성들 중 가장 젊으며, 아직도 행성계가 생성되는 중으로 생각된다.

## 참고 문헌
1. ↑  J., Setiawan; Th. Henning, R. Launhardt, A. Müller, P. Weise & M. Kürster (2008년 3 1월). “A young massive planet in a star–disk system” (abstract). 《네이처》 451: 38–41. doi:10.1038/nature06426.
2. ↑  Maggie, McKee (2008년 1월 2일). “First planet discovered around a youthful star”. NewScientist.com news service. 2008년 1월 3일에 원본 문서에서 보존된 문서. 2008년 1월 2일에 확인함.
3. ↑  “A young extrasolar planet in its cosmic nursery: Astronomers from Heidelberg discover planet in a dusty disk around a newborn star”. 막스 플랑크 천문학 연구소. 2008년 1월 2일. 2008년 1월 3일에 확인함.